# Polyrhachis wroughtonii
Polyrhachis wroughtonii é uma espécie de formiga do gênero Polyrhachis, pertencente à subfamília Formicinae.